# Kobe Universiade Memorial Stadium
Das Kobe Universiade Memorial Stadium (jap. 神戸総合運動公園ユニバー記念競技場, Kōbe sōgō undō kōen yunibā kinen kyōgijō) ist ein Fußballstadion mit Leichtathletikanlage im Stadtbezirk Suma-ku der japanischen Millionenstadt Kōbe. Die Sportstätte ist Teil des Kobe Sports Park.

## Geschichte
Das Stadion wurde für die Sommer-Universiade 1985 errichtet. Nach anfänglich 60.000 Plätzen bietet das Stadion den Besuchern derzeit 45.000 Plätze. Einzig die Haupttribüne der Anlage trägt eine Überdachung. Auf der Tribüne der Nordkurve befindet sich eine Videoanzeigetafel. Das Stadion wird hauptsächlich für die Leichtathletik, Fußball, Rugby und American Football genutzt.
Der Fußballclub Vissel Kōbe aus der J. League Division 1 war bis 2002 im Stadion beheimatet. Nach dem Umzug 2003 in das moderne, mit 30.132 Plätzen ausgestattete Home’s Stadium Kobe, Fußball-WM-Stadion von 2002, wird die Spielstätte für Spiele von Vissel mit hohem Zuschaueraufkommen genutzt. Die englische Fußballnationalmannschaft trug ihr letztes Testspiel vor der Fußball-Weltmeisterschaft 2002 gegen Kamerun am 26. Mai des Jahres im Stadion von Kōbe aus. 
2006 war die Veranstaltungsstätte ein Austragungsort des Nationalen Sportfestival von Japan. Die Leichtathletik-Asienmeisterschaften machten 2011 Station in Stadion von Kōbe. Im August 2012 war das weite Rund Spielort von sechs Gruppenspielen der U-20-Fußball-Weltmeisterschaft der Frauen. 
Die japanische Rugby-Union-Nationalmannschaft traf im Mai 2007 auf die Auswahl der Classic All Blacks (25:36). Des Weiteren finden vereinzelt Spiele der Kobe Steel Kobelco Steelers aus der japanischen Rugby-Union-Top League im Stadion statt. 
Zum Kobe Sports Park gehören u. a. noch die Mehrzweckhalle Kobe Green Arena mit 6.000 Plätzen, in der u. a. Gruppenspiele des Volleyball World Grand Prix 2008 stattfanden. Die zweitgrößte Sportstätte des Parks mit 35.000 Plätzen ist das 1988 erbaute Kobe Sports Park Baseball Stadium, das bis 2006 hauptsächlich von den Orix Buffaloes genutzt wurde und zurzeit den Sponsorennamen Hotto Motto Field Kobe trägt.

## Recopa Sudamericana
Bisher wurde die Recopa Sudamericana, vergleichbar mit dem UEFA Super Cup, vier Mal (1992, 1994, 1996, 1997) im Kobe Universiade Memorial Stadium ausgetragen.
- 19. Apr. 1992: CSD Colo-Colo (CHL) –  Cruzeiro Belo Horizonte (BRA) 5:4 i. E. (0:0 n. V., 0:0)
- 03. Apr. 1994:  FC São Paulo (BRA) –  Botafogo FR (BRA) 3:1 (1:0)
- 07. Apr. 1996:  Grêmio Porto Alegre (BRA) –  CA Independiente (ARG) 4:1 (2:1)
- 13. Apr. 1997:  CA River Plate (ARG) –  CA Vélez Sársfield (ARG) 2:4 i. E. (1:1 n. V., 0:1)

## Galerie

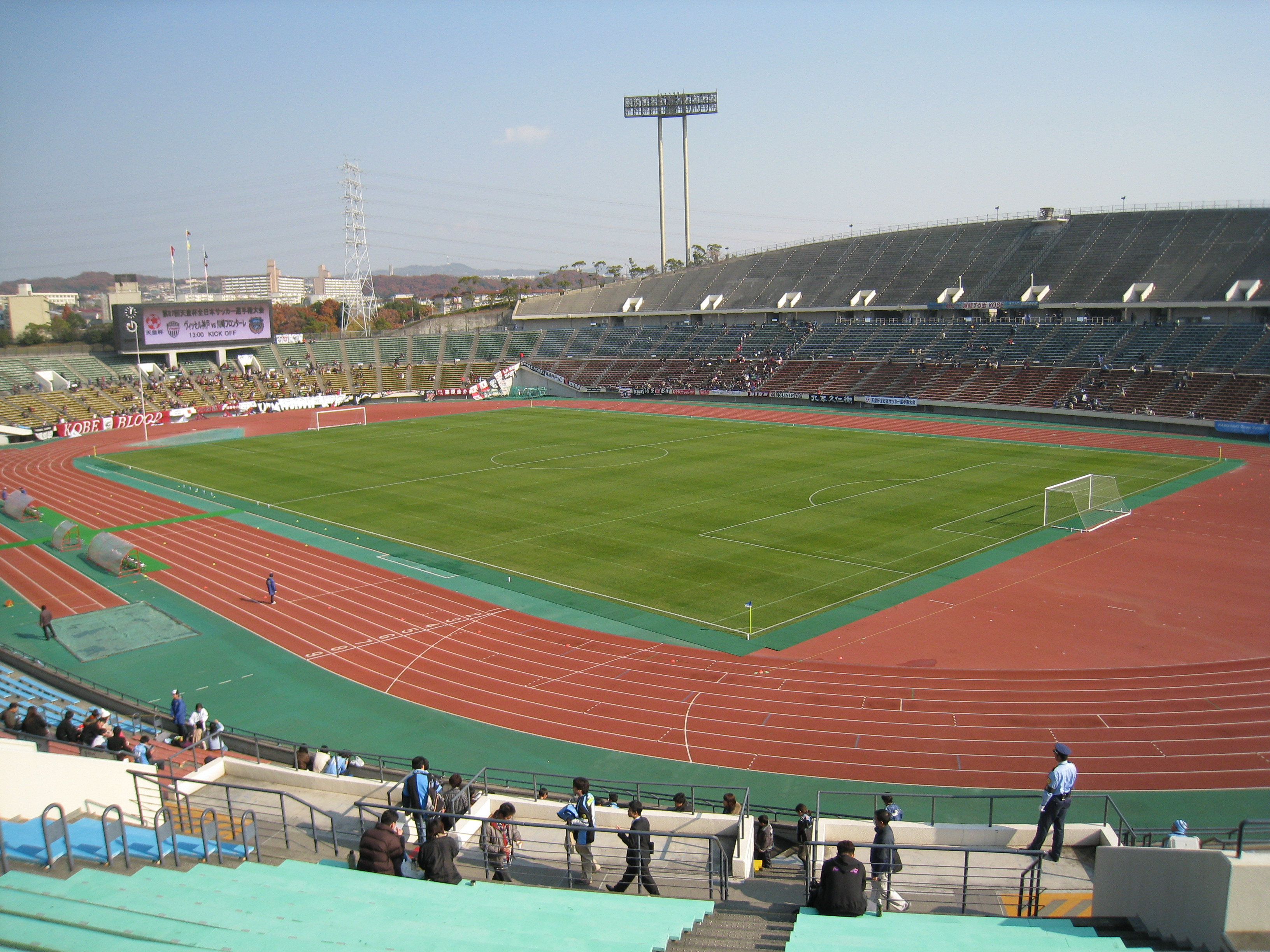
Die unüberdachte Gegentribüne
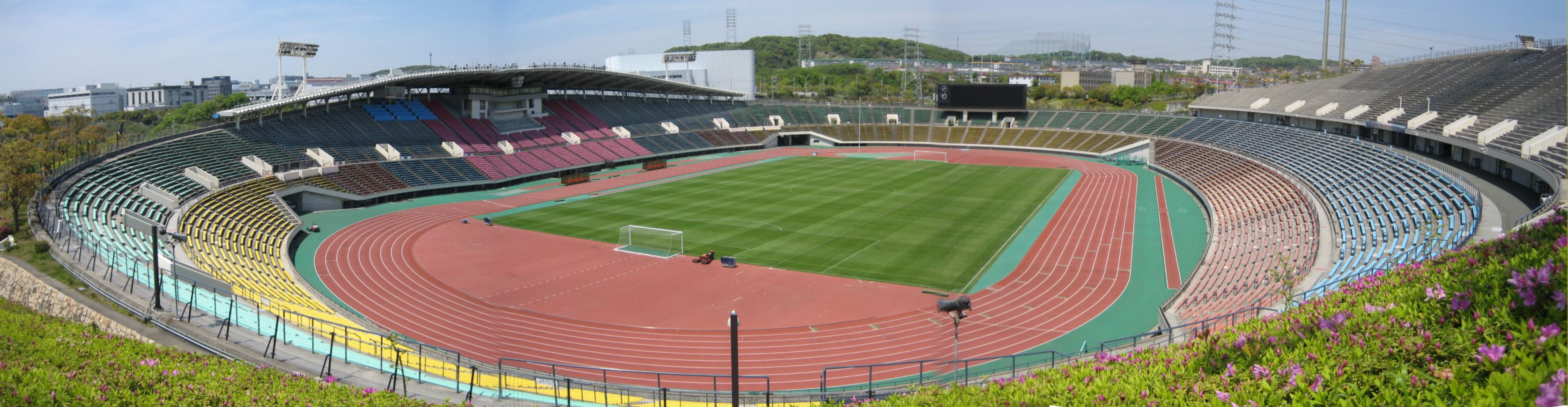
Panorama des Kobe Universiade Memorial Stadium
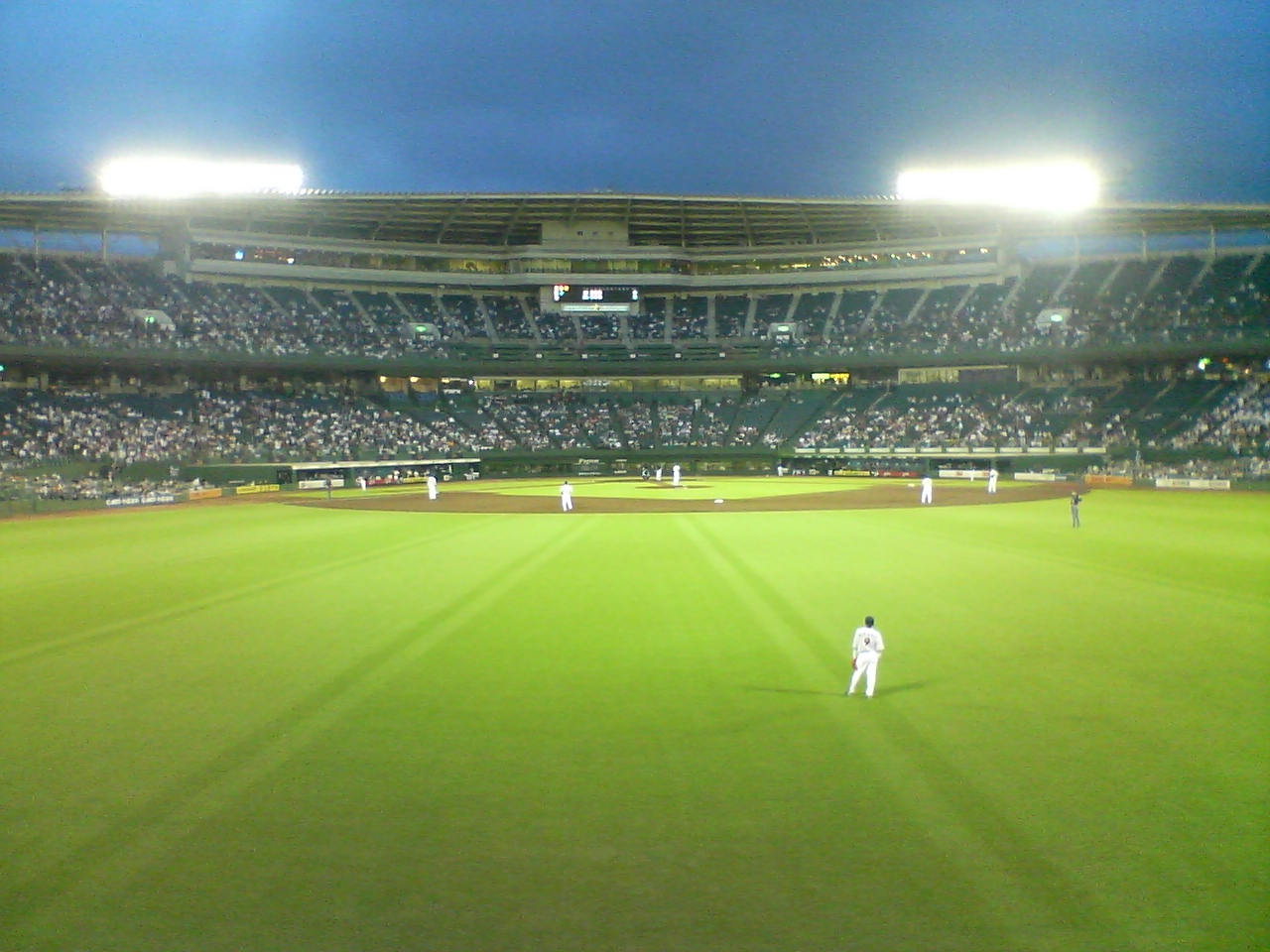
Das zur Anlage gehörende Kobe Sports Park Baseball Stadium